# Patrimoni dell'umanità di Andorra
I patrimoni dell'umanità di Andorra sono i siti dichiarati dall'UNESCO come patrimonio dell'umanità in Andorra.

## Siti

### Patrimonio mondiale
| Foto | Sito                                | Tipo                | Anno | Descrizione |
| ---- | ----------------------------------- | ------------------- | ---- | --- |
|      | La valle del Madriu Perafita Claror | Culturale (1160; v) | 2004 | Valle dei Pirenei nel quale si riscontra uno stile di vita legato alla pastorizia, nonché rifugio per la fauna selvatica rara o in via di estinzione. |

### Candidati
| Foto | Sito                                 | Tipo      | Anno | Descrizione |
| ---- | ------------------------------------ | --------- | ---- | --- |
|      | Insediamento storico di Santa Coloma | Culturale | 1999 | Abitato costituito da abitazioni, chiese e luoghi di produzione agricola.                                              |
|      | Chiese romaniche di Andorra          | Culturale | 1999 | Chiese in stile romanico come quella di Sant Joan de Caselles, Sant Miquel d'Engolasters e Sant Martí de la Cortinada. |